# Armenische Badmintonnationalmannschaft
Die armenische Badmintonnationalmannschaft (armenisch Հայաստանի բադմինտոնի ազգային հավաքական) repräsentiert Armenien in internationalen Badmintonwettbewerben. Es gibt separate Nationalmannschaften für Junioren, Damen, Herren und gemischte Teams. Das Nationalteam repräsentiert die Badminton-Föderation Armeniens.

## Teilnahme an BWF-Wettbewerben
Sudirman Cup
| Jahr | Resultat       |
| ---- | -------------- |
| 1997 | 57. – Gruppe 8 |

Suhandinata Cup
| Jahr | Resultat               |
| ---- | ---------------------- |
| 2013 | Gruppe Z2 – 26. von 32 |
| 2014 | Gruppe Y1 – 31. von 35 |
| 2015 | nicht gestartet        |
| 2016 | Gruppe A3 – 48. von 52 |
| 2017 | 44. – Gruppe C3        |
| 2019 | 40. – Gruppe E         |
| 2022 | qualifiziert           |

## Badminton-Mannschaftseuropameisterschaften
Herrenteam
| Jahr | Resultat     |
| ---- | ------------ |
| 2006 | Gruppenphase |

## Badminton-Junioreneuropameisterschaften
Gemischtes Team
| Jahr | Resultat     |
| ---- | ------------ |
| 2013 | Gruppenphase |
| 2015 | Gruppenphase |

## Nationalspieler
Herren
- Arman Vardanyan
- Mikayel Harutyunyan
- Gor Grigoryan
- Zaven Mnatsakanyan

Frauen
- Elen Tiraturyan
- Gayane Mamajanyan
- Lilit Poghosyan
- Marieta Nikoyan